# DOTA-TATE
DOTA-TATE (také DOTATATE, DOTA-oktreotát, oxodotreotid, DOTA-(Tyr3)-oktreotát a DOTA-0-Tyr3-oktreotát) je peptid složený z osmi aminokyselin, s kovalentně navázaným chelatačním činidlem DOTA.
DOTA-TATE může reagovat s radionuklidy 68Ga (T1/2 = 67,71 min), 177Lu (T1/2 = 6,65 d) a 64Cu (T1/2 = 12,7 h) za vzniku radiofarmak použitelných v pozitronové emisní tomografii (PET) nebo v radioterapii. Léčba pomocí 177Lu-DOTA-TATE je druhem peptidové receptorové radioterapie zaměřené na somatostatinové receptory.

## Chemické vlastnosti a mechanismus účinku
Molekula DOTA-TATE obsahuje tyrosin3-oktreotát, sloučeninu fungující jako agonista somatostatinového receptoru, a chelatační činidlo DOTA (tetraxetan).
Somatostatinové receptory se ve velkých množstvích nacházejí v řadě nádorů, například centrální nervové soustavy, prsu, plic a mízních uzlin. Vliv agonistů těchto receptorů, jako jsou somatostatin a jeho analogy, například oktreotid, somatulin a vapreotie, na neuroendokrinní nádory je dobře popsán; v několika neuroendokrinních nádorech byla zjištěna výrazně nadměrná exprese těchto receptorů. (Tyr3)-oktreotát se na buňky váže prostřednictvím transmembránových receptorů s nejvyšší aktivitou vůči SSR2 a je endocytózou aktivně transportován do buňky, což umožňuje zachycení radioaktivity a zvýšení pravděpodobnosti potřebného štěpení DNA. Zvýšení pravděpodobnosti štěpení po zachycení je způsobeno krátkým dosahem částic beta vyzařovaných 177Lu, které mohou proniknout nanejvýš 2 mm tkáně. Vzniklé radikály způsobují poškození DNA.

## Použití

### 68Ga DOTA-TATE
68Ga DOTA-TATE se používá k měření hustoty somatostatinových receptorů v nádorech a k celotělové biodistribuci při provádění PET.
68Ga-DOTA-TATE má v PET mnohem lepší citlivost a rozlišení než 111In-oktreotid nebo jednofotonová emisní výpočetní tomografie (SPECT).

### 64Cu DOTA-TATE
64Cu-oxodotreotid se používá v PET při lokalizaci neuroendokrinních nádorů pozitivních na somatostatinové receptory u dospělých pacientů. Využití má podobné jako gallium-DOTA-TATE, ale jeho delší poločas přeměny, téměř 12 hodin, oproti zhruba hodinovému poločasu 68Ga, ulehčuje distribuci látky.

### 177Lu DOTA-TATE
Spojení 177Lu, jako zdroje záření beta, s DOTA-TATE (známé jako edotreotid nebo DOTA-TOC) lze použít na léčbu nádorů vykazujících expresi somatostatinových receptorů. Alternativou 177Lu-DOTA-TATE může být 90Y (T1/2 = 64,05 h) DOTA-TATE. Větší pronikavost energetičtějších částic beta vyzařovaných 90Y (o průměrné energii 0,9336 MeV) jej činí vhodnějším u větších nádorů, zatímco 177Lu se lépe hodí u menších.